# 陸奥按察使
陸奥按察使（むつあぜち、みちのくのあぜち）は、日本の奈良時代から平安時代に日本の東北地方に置かれた官職である。しばしば陸奥出羽按察使（むつでわのあぜち、みちのくいではのあぜち）とも言われた。720年頃に設置され、陸奥国と出羽国を管轄し、東北地方の行政を統一的に監督した。他の地方の按察使が任命されなくなってからも継続したが、817年以降は中央の顕官の兼職となり、形骸化した。令外官で、属官に記事があった。官位相当は721年に正五位上、812年から従四位下と定められたが、実際の位階は従五位上から正二位までの幅があった。

## 陸奥按察使の成立
按察使は養老3年（719年）7月に、全国ではなく一部地域を対象に設置された。陸奥・出羽両国は含まれなかったが、間もなく任命されたことが『続日本紀』が伝える翌年の事件で知れる。すなわち養老4年（720年）9月28日に、按察使の上毛野広人が蝦夷に殺されたと陸奥国が報告した。この時期の陸奥国は一時的に石城国、石背国、陸奥国に三分されていた。広人が「陸奥按察使」だったとは明記されないが、状況的に陸奥守の兼任で石城国と石背国を下におき、出羽国は含めなかったものとみられる。
養老5年（721年）6月10日に按察使の位は正五位上相当と定められた。陸奥按察使が出羽国を隷下におさめたのは同年8月19日であった
当時、按察使は一般に職田6町と仕丁5人を給された。

## 対蝦夷戦争期
次に名が上がるのは天平9年（737年）1月の大野東人である。彼は最初の鎮守将軍とも目される人物で、後世まで範とされる支配体制を陸奥・出羽に作り出した。大伴古麻呂は赴任前に橘奈良麻呂の乱に遭った。次の藤原朝狩は陸奥に桃生城、出羽に雄勝城を築いて東北地方の軍事・民政を推進した。いわゆる38年戦争の時代には、大伴駿河麻呂、藤原小黒麻呂、大伴家持、坂上田村麻呂が活躍した。
按察使が任地に赴かず遙任する傾向は他国ではままみられたが、8世紀の陸奥按察使で赴任の用意がなかったのは藤原田麻呂だけである。陸奥按察使は陸奥守か鎮守将軍と兼任することが多かった。参議のような高官が特に下向することもしばしばであった。陸奥・出羽両国を軍事面で束ねる鎮守将軍とも兼任することが多かったが、別人が立つときには按察使のほうが上位であった。

## 弘仁年間の整備
対蝦夷戦争が終結してから、東北地方では諸制度の整頓が進められた。その中で陸奥出羽按察使に関する規定は待遇改善の方向で改正された。
すなわち、弘仁3年（812年）1月26日に陸奥出羽両国按察使の位階が従四位下に引き上げられた。同年4月7日の太政官符で、陸奥出羽按察使を護衛する傔仗を1人増やして4人にすることになった。
対蝦夷戦争が収束してからもしばらくは、藤原緒嗣、文屋綿麻呂のような能力実績を買われての任命が続いた。両国の行政への積極的関与が見える最後の按察使は巨勢野足である。

## 遥任による形骸化
弘仁8年（817年）の藤原冬嗣以降、陸奥・出羽両国経営に関わりがない高位の公卿が陸奥出羽按察使を兼任することが多くなった。官位は三位、二位、官職は中納言、大納言である。それとともに遙任が普通になった。陸奥国・出羽国は按察使を介さずそれぞれ中央に直接結びつき、両国の統一行政は行われなくなった。
この現実にあわせ、寛平7年（895年）11月7日には遙授の陸奥出羽按察使の傔杖が廃止された。延喜式にも遙任の按察使に傔杖を与えないことが定められ、さらに与える場合にも太政官への申告を要することになっていた。
『延喜式』にはまた、按察使の公廨（公廨稲）が国守に准じ六分を給することが規定されている。季禄と衣服は陸奥国の正税を交易してあてることになっていた。

## 陸奥按察使に任命された人物
- 上毛野広人 - 養老4年（720年）9月28日死（『続日本紀』。以後、多治比浜成まで特に記さない限り同じ）
- 大野東人 - 天平9年（737年）1月22日見
- 大伴古麻呂 - 天平宝字元年（757年）6月16日任
- 藤原朝狩 - 天平宝字4年（760年）14日任
- 藤原田麻呂 - 天平宝字7年（763年）7月14日任
- 大伴駿河麻呂 - 宝亀3年（772年）9月29日任
- 紀広純 - 宝亀8年（777年）5月27日任
- 藤原小黒麻呂 - 天応元年（781年）1月10日任
- 大伴家持 - 延暦元年（782年）6月17日任
- 多治比宇美 - 延暦4年（785年）2月12日任
- 多治比浜成 - 延暦9年（790年）3月10日任
- 坂上田村麻呂 - 延暦15年（796年）1月2日任 - 大同3年（808年）5月免（『公卿補任』。以後、特に記さない限り同じ）゜
- 藤原緒嗣 - 大同3年（808年）5月8日任 - 大同5年（810年）9月27日免
- 文室綿麻呂 - 弘仁元年（810年）9月16日任 - 弘仁5年（814年）9月以降
- 巨勢野足 - 弘仁6年（815年）1月10日任 - 弘仁7年（816年）12月14日免
- 藤原冬嗣 - 弘仁8年（817年）1月11日任 - 弘仁12年（821年）1月9日?
- 良峯安世 - 弘仁12年（821年）2月5日任 - 天長元年（824年）8月?
- 伴勝雄 - 天長元年（824年）任?（『大日本史』）
- 大伴国道 - 天長2年（825年）1月11日任 - 天長5年（828年）11月12日免
- 清原長谷 - 天長7年（830年）8月4日任 - 天長10年（833年）3月免
- 坂上浄野 - 天長10年（833年）3月（『日本文徳天皇実録』）任 - 承和4年（837年）4月21日以降（『続日本後紀』）
- 藤原良房 - 承和6年（839年）1月11日任 - 承和10年（843年）4月28日以降（『類聚三代格』）
- 藤原富士麻呂 - 承和13年（846年）7月27日任（『続日本後紀』）-嘉祥3年（850年） 2月16日死（『続日本後紀』）
- 藤原良相 - 嘉祥2年（849年）5月任 - 斉衡2年（855年）1月15日免（『日本文徳天皇実録』）
- 安倍安仁 - 斉衡2年（855年）1月15日任 - 貞観元年（859年）4月23日免
- 平高棟 - 貞観元年（860年）12月21日任 - 貞観6年（864年）1月12日免
- 源融 - 貞観6年（864年）3月8日任 - 貞観11年（869年）1月13日免
- 藤原基経 - 貞観11年（869年）1月13日任 - 貞観14年（872年）8月25日免
- 藤原常行 - 貞観15年（873年）1月13日任 - 貞観17年（875年）2月17日免
- 源多 - 貞観17年（875年）2月27日任 - 元慶3年（880年）11月25日免?
- 藤原良世 - 元慶4年（880年）1月11日任 - 仁和元年（885年）2月20日免?
- 在原行平 - 仁和元年（885年）2月20日任 - 仁和3年（887年）4月23日免
- 源是忠 - 仁和3年（887年）5月任 - 寛平2年（890年）9月20日免?
- 源能有 - 寛平2年（890年）? - 寛平7年（895年）3月13日以降（三代格）
- 源光 - 寛平9年（897年）6月19日任 - 延喜元年（901年）1月25日免
- 藤原定国 - 延喜2年（902年）2月25日任 - 延喜6年（906年）7月2日免
- 藤原国経 - 延喜7年（907年）1月13日任 - 延喜9年（909年）6月29日免
- 源湛 - 延喜9年（909年）1月11日任 - 延喜13年（913年）1月28日免
- 藤原有実 - 延喜13年（913年）4月15日任 - 延喜14年（914年）5月12日免
- 藤原清貫 - 延喜15年任（915年） - 延喜18年（918年）免
- 藤原定方 - 延喜19年（919年）1月28日任 - 延喜23年（923年）免
- 藤原仲平 - 延長2年（924年）3月1日任 - 承平3年（933年）免
- 藤原保忠 - 承平3年（933年）10月24日任 - 承平6年（936年）7月14日免
- 藤原扶幹 - 承平6年（936年）8月15日任 - 天慶元年（938年）6月29日免
- 藤原実頼 - 天慶元年（938年）12月14日任 - 天慶7年4月9日（944年）免
- 藤原師輔 - 天慶8年（945年）2月28日任 - 天暦元年（947年）4月26日免
- 源清蔭 - 天暦元年（947年）6月6日任 - 天暦2年（948年）1月30日免
- 藤原在衡 - 天暦2年（948年）1月30日任 - 天暦7年（953年）9月25日免
- 藤原顕忠 - 天暦8年（954年）任 - 天徳元年（957年）4月25日免
- 源高明 - 天徳2年（958年）1月29日任 - 応和3年（963年）1月28日免
- 藤原師尹 - 応和3年（963年）1月28日任 - 康保4年（968年）12月13日免
- 藤原師氏 - 康保5年（968年）1月13日任 - 安和3年（970年）7月14日免
- 源雅信 - 安和（970年）3年8月5日任 - 天延2年（974年）免
- 藤原兼家 - 天延3年（975年）1月26日任 - 貞元3年（978年）10月2日免
- 藤原為光 - 天元2年（979年）任 - 天元5年（982年）免
- 源重信 - 天元6年（983年）1月29日任 - 寛和3年（987年）免
- 藤原朝光 - 永延2年（988年）1月29日任 - 正暦4年（993年）1月免
- 藤原済時 - 正暦4年（993年）1月13日任 - 長徳元年（995年）4月23日免
- 藤原顕光 - 長徳2年（996年）1月任[注釈 1] - 長徳2年（996年）7月20日免
- 藤原公季 - 長徳2年（996年）8月5日任 - 長徳3年（997年）7月5日免
- 源時中 - 長徳3年（997年）7月5日任 - 長保3年（1001年）8月23日免
- 藤原道綱 - 長保4年（1002年）2月30日任 - 寛弘4年（1007年）1月28日免
- 藤原実資 - 寛弘5年（1008年）任 - 寛弘9年（1012年）免
- 藤原隆家 - 寛弘9年（1012年）1月27日任 - 長和4年（1015年）4月22日免
- 藤原斉信 - 長和5年（1016年）1月16日任 - 寛仁4年（1020年）11月29日免
- 藤原公任 - 寛仁5年（1021年）1月28日任 - 万寿2年（1025年）免
- 藤原行成 - 万寿3年（1026年）2月7日任 - 万寿4年（1028年）12月3日免
- 藤原頼宗 - 万寿5年（1028年）2月19日任 - 長元5年（1032年）免
- 藤原能信 - 長元6年（1033年）2月20日任 - 長暦元年（1037年）免
- 藤原長家 - 長暦2年（1038年）1月30日任 - 長久3年（1042年）免
- 源師房 - 長久4年（1043年）1月24日任 - 永承3年（1048年）免
- 藤原信家 - 永承3年（1048年）1月28日任 - 永承7年（1052年）免
- 藤原資平 - 永承8年（1053年）1月27日任 - 康平3年（1060年）免
- 藤原隆国 - 治暦4年（1068年）3月5日任 - 延久2年（1070年）免
- 藤原俊家 - 承保3年（1076年）1月22日任 - 承暦4年（1080年）8月14日免
- 源俊房 - 承暦5年（1082年）12月17日任 - 永保2年（1082年）12月9日免
- 藤原実季 - 応徳2年（1085年）12月8日任 - 寛治5年（1092年）12月24日免
- 藤原宗俊 - 嘉保3年（1096年）1月24日任 - 永長2年（1097年）5月5日免
- 源師忠 - 承徳3年（1100年）12月任 - 長治2年（1105年/1106年）免
- 源俊明 - 長治2年（1106年）12月任 - 嘉承3年（1108年）10月14日免
- 藤原宗通 - 嘉承3年（1108年）10月14日任 - 天永4年（1113年）免
- 藤原経実 - 元永3年（1120年）1月28日任 - 天治3（1127年）12月免
- 藤原顕隆 - 天治3年（1127年）12月5日任 - 大治（1129年）4年1月15日免
- 藤原実行 - 長承2年（1133年）1月29日任 - 永治2年（1142年）免
- 藤原重通 - 久寿3年（1156年）1月27日任 -永暦2年（1161年）3月25日免
- 藤原公通 - 応保2年（1162年）1月27日任 - 承安3年（1173年）9月9日免
- 源資賢 - 承安4年（1174年）1月21日任 - 治承3年（1179年）11月17日免
- 平頼盛 - 養和2年（1182年）3月8日任 - 寿永2年（1183年）8月6日免
- 藤原朝方 - 文治2年（1187年）12月15日任 - 建仁元年（1201年）2月15日